# Regole per i padroni
Regole per i padroni è un'opera dello scrittore fiorentino Marco Lastri, pubblicata nel 1793. Il titolo completo è Regole per i padroni dei poderi verso i contadini per proprio vantaggio e di loro, con dei Avvisi ai medesimi sulla loro salute. Aggiuntavi alcuni pensieri di un dilettante d'agricoltura sopra il problema di rivestire di piante, e coltivar le montagne spogliate. Trovasi in fine de' quesiti fatti ad un dilettante d'agricoltura pistojese sulla coltivazione delle patate, e risposte ai medesimi; e una memoria sull'utilita de' cannetti, e sul metodo di piantarli e custodirli. del proposto Lastri autore delli dodici Calendarj ossia Corso completo di agricoltura pratica.

## Contenuto
I. Regole per i padroni dei poderi verso i contadini per proprio vantaggio e di loro
La prima parte dell’opera è dedicata a fornire ai proprietari terrieri una serie di indicazioni utili a gestire il podere nel modo più efficiente possibile.
Lastri sostiene che la prima operazione da effettuare, prima di affidare il campo a un contadino, è un’attenta analisi della sua famiglia. Se è troppo scarsa, infatti, non potrà lavorare a sufficienza e il campo non frutterà abbastanza; se è troppo numerosa, di contro, il salario non sarà sufficiente per la sussistenza di tutti i membri.
Difficilmente il contadino lavora per tutto l'anno le terre del padrone, a causa della stagionalità delle colture. È comunque buona prassi che il padrone lo mantenga anche nei periodi in cui è inoperoso, per poi rivalersi in un secondo momento, detraendo la somma dal salario. Questo, infatti, è particolarmente importante affinché il contadino sia sempre in forze e "motivato" a lavorare (a questo proposito viene utilizzato un proverbio popolare: "il sacco vuoto non può stare ritto").
Lastri invita il padrone a non risparmiare sugli investimenti per il campo e di fornire il denaro anche per l'acquisto di beni che saranno utili al contadino anche per lavori non direttamente legati alle terre del padrone. In caso contrario, il contadino prediligerà sempre attrezzature meno costose e, quindi, meno efficaci.
Viene quindi ribadita l'importanza di trattare in modo adeguato i coltivatori, affinché questi siano motivati a ottenere il risultato migliore per il padrone e così da evitare quelli che oggi chiameremmo "costi di agenzia" dovuti al desiderio dei lavoratori di vendicarsi dei maltrattamenti subiti. Questo implica anche che non si possano licenziare di continuo i contadini, sostituendoli con altri, perché quelli che se ne vanno potrebbero rovinare il campo e renderlo meno fertile. Si può dire, quindi, che i contadini avessero un certo "potere contrattuale".
Il padrone deve lasciare un certo livello di autonomia al lavoratore, così da limitare i tempi morti dovuti all'eccessivo controllo e impedire al contadino di attribuire determinate colpe alle direttive del padrone.
Secondo Lastri, inoltre, l'affitto dei campi è da sconsigliarsi perché colui che affitta pensa solo al breve periodo, cercando di trarre il maggior profitto dal campo, senza pensare alle sue capacità produttive nel lungo termine (“Chi affitta, sconficca” dice l’autore con il suo linguaggio popolare).
Infine, si consiglia di manutenere adeguatamente la casa del contadino, sempre per tenerlo motivato e efficiente, e si controlli che nella sua famiglia non vi siano "discoli o giocatori" o che, comunque, tali comportamenti vengano corretti o addirittura i membri della famiglia con un atteggiamento non adeguato vengano mandati via di casa, perché "per un solo frate non si può far male al convento".
II. Avvisi ai contadini sulla loro salute
In questa sezione dell'opera, Lastri sottolinea l'importanza dell'igiene della casa per la salute del contadino. Interessante un accenno al problema dello smaltimento dei rifiuti, che all'epoca si usava gettare davanti a casa, ma che l'autore riteneva più opportuno seppellire in modo che le esalazioni non contaminassero l'aria.
Seguono, quindi, indicazioni su come dovrebbero essere strutturati i pozzi per fornire acqua pulita. Curioso come Lastri consigli ai contadini di accompagnare all'acqua, specie nelle giornate più calde, abbondanti dosi di vino o di aceto annacquato, ritenuto una bevanda sana e rinfrescante.
I contadini devono poi stare particolarmente attenti agli sbalzi di temperatura dopo il lavoro o quando si ha la febbre. Particolare attenzione è riservata agli "umori" e alle esalazioni maleodoranti, ritenute portatrici di malattie.
Sempre per motivi igienici è da sconsigliarsi "la politica di scorte" che prevede di produrre molto pane in un'unica volta e conservarlo per lunghi periodi.
Dopo una serie di norme sull'alimentazione, sull'esercizio fisico e sul riposo, Lastri chiude la sezione con una breve riflessione sulle passioni umane, ritenute pericolose laddove smodate e comunque spesso foriere di sofferenze e preoccupazioni.
III. Pensieri di un dilettante d’Agricoltura sopra il problema di rivestire di piante, e coltivar le montagne spogliate e sassose
Le montagne sono adatte al pascolo più che alla coltivazione. Tuttavia, gli uomini hanno spesso inseminato anche quei terreni, ottenendo il risultato di privarli della loro già scarsa fertilità, rendendoli inadatti anche al pascolare degli animali. Inoltre, spesso i boschi delle regioni montuose sono stati abbattuti in modo sconsiderato anziché essere preservati.
In questa parte dell’opera, Lastri si dimostra sensibile a un tema del mondo moderno, quale l'ambientalismo, pur facendolo per motivazione prettamente economiche: un eccessivo sfruttamento delle risorse naturali può infatti dare risultati nel breve periodo, ma nel lungo ne danneggia le capacità produttive.
Un altro problema della montagna è l'eccessiva frammentazione dei terreni, sia per cause naturali sia per le divisioni dei patrimoni delle famiglie possidenti tra diversi eredi.
Questo venire meno delle economie di scala rende molto difficile trarre profitto da questi ritagli di terra.
Per questi motivi, il proprietario terriero e ancor più il mezzadro di montagna non potranno trovare sostentamento dalla coltivazione dei terreni agricoli.
Per risolvere il problema, l'autore propone un sistema di "sgravi fiscali" e di incentivi per gli agricoltori di montagna e addirittura una ridistribuzione delle proprietà, affinché ogni agricoltore possieda una certa quantità di terreno intorno alla sua abitazione.
Troviamo quindi in Lastri una proposta dalla connotazione quasi socialista, con la finalità di rendere più efficiente la produzione. L'autore è consapevole dell'"offesa" che si farebbe al diritto di proprietà in questo modo, ma ritiene che questa scelta sarebbe giustificata sia per il bene provato sia per quello collettivo.
IV. Quesiti fatti ad un dilettante di Agricoltura Pistojese sulla coltivazione delle patate, e risposte ai medesimi
Questa parte consiste in una sorta di intervista fatta da Lastri a un proprietario terriero di Pistoia, che spiega tutti i segreti della coltivazione e del modo di cucinare le patate.
V. Memoria sulla'utilità dei canneti, e sul metodo di piantarli e custodirli
In quest'ultima parte del libro, Lastri applica il moderno concetto di "costo opportunità" all'agricoltura: un terreno non può essere ritenuto ben coltivato solo perché da frutti, ma è necessario che il tipo di coltivazione sia quello più conveniente possibile in termini di costi e ricavi.
Il canneto è un tipo di piantagione ideale da questo punto di vista, dal momento che ha bassi costi per piantarlo e custodirlo ma grande utilità. Le canne possono, infatti, essere utilizzate come sostegno per altre piante, come ad esempio le viti, ed "internalizzarne" la produzione è molto più economico che acquistarle esternamente.
Inoltre, per i canneti non è necessario un terreno particolarmente fertile e si possono quindi usare porzioni di terra che sarebbero altrimenti inutilizzate.
Lastri conclude la trattazione con una spiegazione di come coltivare materialmente i canneti.

## Edizioni
- Lastri, Marco, 1793, Regole per i padroni dei poderi verso i contadini per proprio vantaggio e di loro, con dei Avvisi ai medesimi sulla loro salute. Aggiuntavi alcuni pensieri di un dilettante d'agricoltura sopra il problema di rivestire di piante, e coltivar le montagne spogliate. Trovasi in fine de' quesiti fatti ad un dilettante d'agricoltura pistojese sulla coltivazione delle patate, e risposte ai medesimi; e una memoria sull'utilita de' cannetti, e sul metodo di piantarli e custodirli. del proposto Lastri autore delli dodici Calendarj ossia Corso completo di agricoltura pratica. - In Venezia : nella stamperia Graziosi a Sant'Apollinare.[6]
- Lastri, Marco, 1803, Regole per i padroni dei poderi verso i contadini per proprio vantaggio e di loro, con dei avvisi ai medesimi sulla loro salute. Aggiuntavi 1. Alcuni pensieri di un dilettante d'agricoltura sopra il problema di rivestire di piante, e coltivar le montagne spogliate e sassose; 2. De' quesiti fatti ad un dilettante d'agricoltura pistojese sulla coltivazione delle patate e risposte ai medesimi; e una memoria sull'utilità de' cannetti, e sul metodo di piantarli e custodirli. Del proposto Lastri Edizione seconda arricchita della Istruzione pratica per la coltivazione della canapè In Venezia : nella stamperia Graziosi a Sant'Apollinare, 1803[7]